# La Chaux (Orne)
La Chaux é uma comuna francesa na região administrativa da Normandia, no departamento Orne. Estende-se por uma área de 5 km². Em 2010 a comuna tinha 53 habitantes (densidade: 10,6 hab./km²).